# Wang Ying (softballistka)
Wang Ying (chiń. 王穎; ur. 31 grudnia 1968 w Pekinie) – chińska softballistka występująca na pozycji pierwszobazowej, medalistka olimpijska.
Dwukrotna olimpijka (IO 1996, IO 2000). Wraz z drużyną osiągnęła srebrny medal w Atlancie i zajęła czwarte miejsce podczas igrzysk w Sydney, występując kolejno w dziesięciu i ośmiu spotkaniach.
Trzykrotnie zdobyła złoty medal igrzysk azjatyckich (1990, 1994, 1998).